# Césaire Huot
Pour les personnes ayant le même patronyme, voir Huot.
Césaire Huot est un homme politique français né le 14 février 1814 à Pierre-Fontaine (Doubs) et décédé le 29 avril 1892 à Dole (Jura).
Avocat, il est ensuite professeur à Dijon et docteur en droit. De retour comme avocat à Dole, il est une des figures de l'opposition libérale à la Monarchie de Juillet. Il est député du Jura de 1848 à 1849, siégeant à gauche. Il se rallie ensuite au Second Empire, mais est battu aux élections législatives en 1868, bien qu'ayant obtenu la candidature officielle.

## Sources
- « Césaire Huot », dans Adolphe Robert et Gaston Cougny, Dictionnaire des parlementaires français, Edgar Bourloton, 1889-1891 [détail de l’édition]